# Tigny-Noyelle
Tigny-Noyelle là một xã ở tỉnh Pas-de-Calais, vùng Hauts-de-France của Pháp.

## Địa lý
Tigny-Noyelle có cự ly 8 dặm Anh (11 km) về phía nam Montreuil-sur-Mer trên đường D143 và rất gần A16 autoroute, trong thung lũng sông Authie.

## Dân số
| 1962                                                         | 1968 | 1975 | 1982 | 1990 | 1999 | 2006 |
| ------------------------------------------------------------ | ---- | ---- | ---- | ---- | ---- | ---- |
| 175                                                          | 190  | 165  | 185  | 198  | 196  | 169  |
| Số liệu điều tra dân số từ năm 1962: Dân số không tính trùng |      |      |      |      |      |      |

## Địa điểm nổi bật
- Nhà thờ Notre-Dame, thế kỷ 15